# Diviziunea de recensământ 19, Alberta
Diviziunea de recensământ din provincia canadiană Alberta cuprinde:
- Cities (Orașe)
  - Grande Prairie
- Towns (Localități urbane)
  - Beaverlodge
  - Fairview
  - Falher
  - Grimshaw
  - McLennan
  - Peace River
  - Sexsmith
  - Spirit River
  - Wembley
- Villages (Sate)
  - Berwyn
  - Donnelly
  - Girouxville
  - Hythe
  - Rycroft

- Summer villages (Sate de vacanță)

- Municipal districts (Districte municipale)
  - Birch Hills County
  - Fairview No. 136, M.D. of
  - Grande Prairie No. 1, County of
  - Peace No. 135, M.D. of
  - Saddle Hills County
  - Smoky River No. 130, M.D. of
  - Spirit River No. 133, M.D. of
- Improvement districts (Teritorii neîncorporate)

- Indian reserves (Rezervații indiene)
- Duncan's 151A
- Horse Lakes 152B